# Сера Диалло, Рабиату
Рабиату Сера Диалло (фр. Rabiatou Serah Diallo; 31 декабря 1949 года, Маму, Французская Гвинея — 28 июня 2023 года, Конакри, Гвинея) — гвинейский государственный и профсоюзный деятель. Генеральный секретарь Национальной конфедерации работников Гвинеи (2010—2011), председатель Национального переходного совета (2010).

## Биография
Родилась 31 декабря 1949 года в Маму.
Получила юридическое образование, работала заместителем председателя суда по делам детей, мировым судьей в Трудовом трибунале Министерства юстиции Гвинеи, сотрудником по правам женщин в Министерстве по делам женщин и детей Гвинеи. С конца 1960-х годов в профсоюзном движении. С 1981 по 1984 год занимала должность генерального секретаря районного комитета Национальной конфедерации работников Гвинеи (CGNT) в Конакри, также являлась членом исполнительного комитета CGNT. В 2000 году была избрана генеральным секретарем CGNT. Представляла Гвинею в административном совете Международного бюро труда в качестве заместителя члена с 2002 по 2005 год и в качестве постоянного члена с 2006 по 2015 год. Также участвовала в Международной конференции труда в качестве делегата от Гвинеи с 2001 по 2015 год и занимала должность заместителя председателя Конференции на 97-й сессии в 2008 году.
В 2007 году Диалло, совместно с Ибрагимой Фофаной возглавила всеобщую забастовку против режима Лансана Конте. Во время забастовки была арестована.
После военного переворота в Гвинее, в 2010 году был назначена председателем Национального переходного совета, который представлял собой законодательный орган, заменяющий Национальное собрание после прихода  к власти Национального совета за демократию и развитие. Покинула пост председателя совета после президентских выборов. В 2011 году покинула должность генерального секретаря CGNT.
Умерла 28 июня 2023 года в Конакри.